# Vitsands församling
Vitsands församling är en församling i Norra Värmlands kontrakt i Karlstads stift. Församlingen ligger i Torsby kommun i Värmlands län och ingår i Fryksände pastorat.

## Administrativ historik
Församlingen bildades 1822 genom en utbrytning ur Fryksände församling. 
Församlingen ingick till 1 maj 1912 annexförsamling i pastoratet Fryksände, Lysvik och Vitsand som från 1851 även omfattade Lekvattnets församling och till 1 maj 1878 Östmarks församling. Från 1 maj 1912 till 1 maj 1929 annexförsamling i pastoratet Fryksände, Lekvattnet och Vitsand för att därefter till 1985 utgöra ett eget pastorat. Från 1985 till 2002 annexförsamling i pastoratet Östmark och Vitsand. Från 2002 annexförsamling i pastoratet Fryksände, Lekvattnet, Vitsand och Östmark.

## Organister
| Period    | Namn                | Levnadstid | Övrigt   |
| --------- | ------------------- | ---------- | -------- |
| 1861-1863 | Johannes Telander   | 1829-1867  | Organist |
| 1863-1871 | Jon Jönsson Sandell | 1841-1871  | Organist |

## Kyrkor
- Vitsands kyrka